# 达尔米内
达尔米内（義大利語：Dalmine），是意大利贝加莫省的一个市镇。总面积11.6平方公里，人口23132人，人口密度1994.1人/平方公里（2009年）。国家统计（ISTAT）代码为016091。